# Bernhard Voet
Bernhard Voet (* im 15. Jahrhundert; † April 1465) war Domherr in Münster.

## Leben
Bernhard Voet wurde als Sohn des Johann Voet zur Kolvenburg und dessen Gemahlin Heilwigis geboren. Als Domherr zu Münster findet er erstmals am 11. März 1440 urkundliche Erwähnung. Am 31. Juli 1450 schloss er sich dem Protest gegen die beabsichtigte Wahl des Walram von Moers an, dessen Wahl zur Münsterischen Stiftsfehde führte. Ob Bernhard deshalb vom Bischof mit einem Verbot belegt worden ist, kann nicht mit Sicherheit bestimmt werden. Die Domherren Hermann Droste zu Vischering, Hugo von Schagen und Heinrich Korff gen. Schmising, die auch zur Protestbewegung gehörten, erhielten ein bischöfliches Verbot. Ob Hermann von Hövel ein Verbot erhielt, ist ebenfalls nicht dokumentiert.
Bernhard starb kurz vor dem 19. April 1465, als seine Dompräbende durch päpstliche Zusage an Sander Morrien fiel.